# Ngân hàng thương mại cổ phần Á Châu
Ngân hàng thương mại cổ phần Á Châu (tên giao dịch bằng tiếng Anh: Asia Commercial Joint Stock Bank), được gọi tắt là Ngân hàng Á Châu (ACB), chính thức đi vào hoạt động kinh doanh ngày 4 tháng 6 năm 1993 được do ông Nguyễn Quang Phúc đảm nhiệm chức vụ Chủ Tịch HĐQT.

## Vốn điều lệ
Kể từ quý III/2022 vốn điều lệ của ACB là 38.840 tỷ đồng

## Sản phẩm dịch vụ chính
- Huy động vốn (nhận tiền gửi của khách hàng) bằng đồng Việt Nam, ngoại tệ và vàng.
- Sử dụng vốn (cung cấp tín dụng, đầu tư, hùn vốn liên doanh) bằng đồng Việt Nam, ngoại tệ và vàng.
- Các dịch vụ trung gian (thực hiện thanh toán trong và ngoài nước, thực hiện dịch vụ ngân quỹ, chuyển tiền kiều hối và chuyển tiền nhanh, bảo hiểm nhân thọ qua ngân hàng).
- Kinh doanh ngoại tệ và vàng.
- Phát hành và thanh toán thẻ tín dụng, thẻ ghi nợ.
- Cho vay tín chấp vay online
- Đã liên kết với Kexim Bank (VL.C) nên vẫn sử dụng của Kexim Bank

## Mạng lưới kênh phân phối

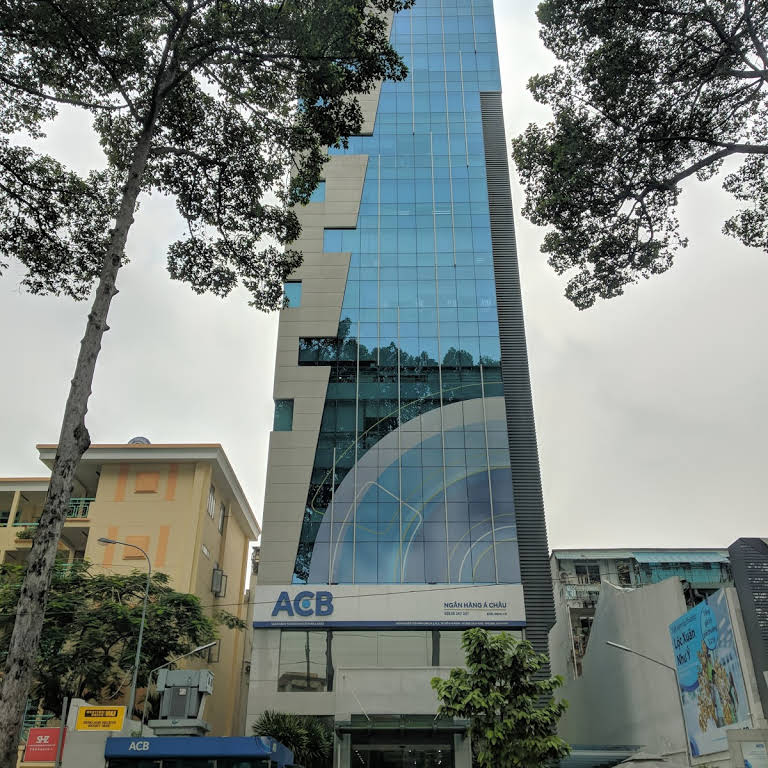
Một chi nhánh ngân hàng ACB tại Kiên Giang

Gồm 280 chi nhánh và phòng giao dịch tại những vùng kinh tế phát triển trên toàn quốc:
- Tại TP Hồ Chí Minh: 1 Sở giao dịch, 30 chi nhánh và 103 phòng giao dịch

- Tại khu vực phía Bắc (Hà Nội, Hải Phòng, Thanh Hóa, Hưng Yên, Bắc Ninh, Quảng Ninh, Vĩnh Phúc): 15 chi nhánh và 58 phòng giao dịch

- Tại khu vực miền Trung (Thanh Hóa, Đà Nẵng, Daklak, Gia Lai, Khánh Hòa, Ninh Thuận, Hội An, Huế, Nghệ An, Lâm Đồng): 11 chi nhánh và 21 phòng giao dịch
- Tại khu vực miền Tây (Long An, Tiền Giang, Vĩnh Long, Cần Thơ, Hậu Giang, Đồng Tháp, An Giang, Kiên Giang, Bến Tre và Cà Mau): 9 chi nhánh, 9 phòng giao dịch (Ninh Kiều, Thốt Nốt, An Thới)
- Tại khu vực miền Đông (Đồng Nai, Tây Ninh, Bình Dương, Vũng Tàu): 4 chi nhánh và 20 phòng giao dịch.

Trên 2.000 đại lý chấp nhận thanh toán thẻ của Trung tâm thẻ ACB đang hoạt động. Khoảng 812 đại lý chi trả của Trung tâm chuyển tiền nhanh ACB-Western Union.

## Công ty trực thuộc
Công ty Chứng khoán ACB (ACBS). Công ty Quản lý và khai thác tài sản Ngân hàng Á Châu (ACBA). Công ty cho thuê tài chính Ngân hàng Á Châu (ACBL). Công ty cổ phẩn cho thuê tài chính KEXIM Bank (VL.C).

## Công ty liên kết
- Công ty Cổ phần Dịch vụ Bảo vệ Ngân hàng Á Châu (ACBD)
- Công ty Cổ phần Địa ốc ACB (ACBR)
- Công ty cổ phần phát triển và cung ứng nguồn nhân lực Á châu (ACBH)
- Công ty cổ phẩn cho thuê tài chính KEXIM Bank (VL.C)
- Công ty Cổ phần Sài Gòn Kim hoàn ACB- SJC (góp vốn thành lập với SJC)
- Công ty Cổ phần KEXIM Bank (VLC)

## Cơ cấu tổ chức
Bảy khối: Khách hàng cá nhân, Khách hàng doanh nghiệp, Ngân quỹ, Phát triển kinh doanh, Vận hành, Quản trị nguồn lực, công nghệ thông tin.
Bốn ban: Kiểm toán nội bộ, Chiến lược, Đảm bảo chất lượng, Chính sách và Quản lý tín dụng.
Hai phòng: Tài chính, Thẩm định tài sản (trực thuộc Tổng giám đốc).

## Nhân sự
Tính đến ngày 31/12/2014 tổng số nhân viên của Ngân hàng Á Châu là 9.382 người. Cán bộ có trình độ đại học và trên đại học chiếm 93%, thường xuyên được đào tạo chuyên môn nghiệp vụ tại trung tâm đào tạo riêng của ACB. 
Hai năm 1998-1999, ACB được Công ty Tài chính Quốc tế (IFC) tài trợ một chương trình hỗ trợ kỹ thuật chuyên về đào tạo nghiệp vụ cho nhân viên, do Ngân hàng Far East Bank and Trust Company (FEBTC) của Phi-lip-pin thực hiện. Trong năm 2002 và 2003, các cấp điều hành đã tham gia các khoá học về quản trị ngân hàng của Trung tâm Đào tạo Ngân hàng (Bank Training Center).

### Vụ án bầu Kiên
Theo nguồn tin của Báo (nay là Tạp chí) PetroTimes thì chiều ngày 22.08.2012, ông Trần Trung Thành, Tổng Giám đốc Ngân hàng ACB đã bị VKSND Tối cao ra lệnh bắt tạm giam 4 tháng. Ông Trần Trung Thành bị khởi tố, bắt tạm giam để điều tra hành vi cố ý làm trái các quy định của Nhà nước về quản lý kinh tế gây hậu quả nghiêm trọng.
Báo Tuổi Trẻ ngày hôm sau cũng đã xác nhận tin này.
Cùng ngày có tin từ báo điện tử VnExpress là hội đồng Quản trị ACB chấp thuận đơn từ nhiệm với lý do cá nhân của ông Trần Trung Thành, đồng thời bổ nhiệm ông Nguyễn Quang Phúc lên làm Tổng giám đốc từ ngày 23/8. Theo thông tấn xã AFP thì cổ phiếu của ngân hàng này đã mất giá vào ngày thứ sáu 24.08 so với tuần trước là 16%. Theo lời ông tổng giám đốc mới Nguyễn Quang Phúc nói chuyện với các báo chí nhà nước thì khách hàng đã rút tiền ra khỏi nhà băng 5 tỷ đồng hay 240 triệu Dollars, chỉ riêng vào ngày thứ tư 22.08.
Ngân hàng ACB công bố vào ngày 19.09.2012 thông tin chấp thuận đơn từ nhiệm của ông Nguyễn Quang Phúc chủ tịch HĐQT và 2 Phó chủ tịch, ông Lê Vũ Kỳ và ông Trịnh Kim Quang, liên quan tới vụ việc của nguyên tổng giám đốc Trần Trung Thành. Theo thông tin của ngân hàng này, ba ông này nằm trong số các thành viên có liên quan đến việc phê chuẩn cho ông Trần Trung Thành ủy thác 19 nhân viên ngân hàng nhận 718 tỷ đồng của ACB để gửi vào Ngân hàng Công Thương Việt Nam. Cùng ngày 19/9, ban lãnh đạo Ngân hàng TMCP Xuất nhập khẩu Việt Nam (Eximbank) đã chấp thuận đơn xin từ nhiệm vị trí Phó chủ tịch HĐQT của ông Phạm Trung Cang. Tổng giám đốc Eximbank Trương Văn Phước cho biết ông Cang từ nhiệm vì cần thời gian để giải trình về trách nhiệm có liên quan khi còn làm ở Ngân hàng cổ phần Á Châu (ACB).
Ngày 27/9, Bộ Công an cho biết, 4 bị can Trần Xuân Giá, Lê Vũ Kỳ, Trịnh Kim Quang, Phạm Trung Cang bị khởi tố, nhưng được tại ngoại trong quá trình điều tra, cấm đi khỏi nơi cư trú. 4 cựu lãnh đạo ACB bị cơ quan điều tra cho rằng đã ra chủ trương ủy thác cho nhân viên dùng tiền của ACB gửi vào các tổ chức tín dụng sai quy định, gây hậu quả nghiêm trọng. Hành vi của họ là đồng phạm với 2 người bị bắt trước đó là cựu tổng giám đốc Lý Xuân Hải và nguyên phó chủ tịch Hội đồng sáng lập Nguyễn Đức Kiên.

Cơ quan điều tra đánh giá, việc làm của các thành viên thường trực HĐQT ACB trái với quy định tại Điều 106 Luật Các tổ chức tín dụng và thông tư hướng dẫn của Ngân hàng Nhà nước, trực tiếp gây thiệt hại cho ACB hàng trăm tỷ đồng. Trong đó, hơn 718 tỷ đồng của ACB gửi vào Vietinbank chi nhánh Nhà Bè và chi nhánh Thành phố Hồ Chí Minh để hưởng lãi suất chênh lệch ngoài hợp đồng từ 3,7 – 8%/năm đã bị Huỳnh Thị Huyền Như, Giám đốc Phòng Giao dịch của Ngân hàng Công thương (Vietinbank) chiếm đoạt.

## Quy trình nghiệp vụ
Các quy trình nghiệp vụ chính được chuẩn hoá theo tiêu chuẩn ISO 9001: 2000. 
Công nghệ 
ACB bắt đầu trực tuyến hóa các giao dịch ngân hàng từ tháng 10/2001 thông qua hệ quản trị nghiệp vụ ngân hàng bán lẻ (TCBS- The Complete Banking Solution), có cơ sở dữ liệu tập trung và xử lý giao dịch theo thời gian thực. ACB là thành viên của SWIFT (Society for Worldwide Interbank Financial Telecommunication), tức là Hiệp hội Viễn thông Tài chính Liên ngân hàng Toàn Thế giới, bảo đảm phục vụ khách hàng trên toàn thế giới trong suốt 24 giờ mỗi ngày. ACB sử dụng dịch vụ tài chính Reuteurs, gồm Reuteurs Monitor: cung cấp mọi thông tin tài chính và Reuteurs Dealing System: công cụ mua bán ngoại tệ.

## Chiến lược
Chuyển đổi từ chiến lược các quy tắc đơn giản (simple rule strategy) sang chiến lược cạnh tranh bằng sự khác biệt hóa (a competitive strategy of differentiation). Định hướng ngân hàng bán lẻ (định hướng khách hàng cá nhân và doanh nghiệp vừa và nhỏ).

## Cổ đông nước ngoài
(Tỷ lệ cổ phần nắm giữ: 30%) Connaught Investors Ltd. (Jardine Matheson Group), Dragon Financial Holdings Ltd., Standard Chartered APR Ltd., Standard Chartered Bank (Hong Kong) Ltd., Red River Holding, PXP Vietnam Fund, Vietnam Lotus Fund Ltd., T.I.M Vietnam Institutional Fund, KITMC Vietnam Growth Fund 2, KITMC Worldwide Vietnam, KB Vietnam Focus Balance Fund, Vietnam Emerging Equity Fund Ltd., Greystanes Ltd., Spinnaker G.O Fund Ltd., Spinnaker G.E.M Fund Ltd., Spinnaker G.S Fund Ltd., J.P.Morgan Securities Ltd. và J.P.Morgan Whitefriars Inc.

## Các nguyên tắc hướng dẫn hành động
Chỉ có một ACB; Liên tục cách tân; và Hài hòa lợi ích của các bên có quyền lợi liên quan. ACB tham gia các chương trình tín dụng của các định chế nước ngoài và quốc tế.
Thành viên của các tổ chức thẻ quốc tế: Visa, MasterCard, Swift.
Thẻ thanh toán đồng thương hiệu: SCB và Citimart.
Bảo hiểm nhân thọ qua ngân hàng: Prudential, AIA.

## Hỗ trợ kỹ thuật
IFC đã dành một ngân khoản trị giá 575.000 đô-la Mỹ trong chương trình Hỗ trợ kỹ thuật nhằm mục đích nâng cao năng lực quản trị điều hành của ACB, được thực hiện trong năm 2003 và 2004. Ngân hàng Standard Chartered đang thực hiện một chương trình hỗ trợ kỹ thuật toàn diện cho ACB, được triển khai trong khoảng thời gian năm năm (bắt đầu từ năm 2005).

## Xếp hạng Tín nhiệm Quốc tế
Bắt đầu từ năm 2001, Fitch (tổ chức đánh giá xếp hạng quốc tế) đã có đánh giá xếp hạng tín nhiệm ACB. Tháng 4/2004, Fitch đánh giá tiêu chí năng lực bản thân của ACB là D, và xếp hạng theo tiêu chí hỗ trợ từ bên ngoài là 5T.

## Giải thưởng, bằng khen
- Ngân hàng bán lẻ tiến bộ nhất khu vực châu Á Thái Bình Dương năm 2015 do The Asian Banker bình chọn.
- Huân chương lao động hạng Nhì do Chủ tịch nước trao tặng.
- Cờ thi đua của Ngân hàng nhà nước.
- Ngân hàng tốt nhất Việt Nam 2010 do The Asset trao tặng.
- Ngân hàng tốt nhất Việt Nam 2010 do The Banker trao tặng.
- Ngân hàng tốt nhất Việt Nam 2011 do Global Finance trao tặng.
- Ngân hàng tốt nhất Việt Nam 2011 do Asiamoney trao tặng.
- Ngân hàng tốt nhất Việt Nam 2011 do Euromoney trao tặng.
- Ngân hàng tốt nhất Việt Nam 2010 do Finance Asia trao tặng.
- Ngân hàng tốt nhất Việt Nam 2010 (Tạp chí Euromoney).
- Ngân hàng tốt nhất Việt Nam 2010.
- Ngân hàng tốt nhất Việt Nam 2009 do The Asset trao tặng.
- Ngân hàng tốt nhất Việt Nam 2009 do The Banker trao tặng.
- Ngân hàng tốt nhất Việt Nam 2009 do Global Finance trao tặng.
- Ngân hàng tốt nhất Việt Nam 2009 do Asiamoney trao tặng.
- Ngân hàng tốt nhất Việt Nam 2009 do Euromoney trao tặng.
- Ngân hàng tốt nhất Việt Nam 2009 do Finance Asia trao tặng.
- Ngân hàng tốt nhất Việt Nam 2008 (Tạp chí Euromoney).
- Ngân hàng tốt nhất Việt Nam 2007; Cờ thi đua của Chính phủ.
- "Nhà lãnh đạo trẻ triển vọng của Việt Nam năm 2007" (Đỗ Minh Toàn - Phó Tổng Giám đốc ACB).
- Dịch vụ Ngân hàng bán lẻ được hài lòng nhất năm 2008.
- v.v...